# IT-Beruf
Ein IT-Beruf ist ein Beruf im Übergangsbereich von Elektronik bis zur modernen Informatik. Die Bezeichnung IT ist die englische Abkürzung von Information Technology, deutsch Informationstechnik oder Informationstechnologie. 

## Situation in Deutschland
Der Beruf IT-Systemelektroniker wurde 1997 eingeführt und durch die IT-System-Elektroniker-Ausbildungsverordnung vom 28. Februar 2020 (BGBl. I S. 268) neu geregelt. 
Das Berufsbild des Fachinformatikers in Deutschland wurde ursprünglich am 11. Juli 1997 zusammen mit den drei weiteren IT-Ausbildungsberufen Informatikkaufmann, IT-Systemkaufmann und IT-Systemelektroniker in der Verordnung über die Berufsausbildung im Bereich der Informations- und Telekommunikationstechnik eingeführt. 
Zu den aktuellen Ausbildungsberufen in der Betrieblichen (dualen) Ausbildung zählen:
- IT-System-Elektroniker[3]
- Fachinformatiker der Fachrichtung Anwendungsentwicklung[4]
- Fachinformatiker - Daten- und Prozessanalyse
- Fachinformatiker - Digitale Vernetzung
- Fachinformatiker der Fachrichtung Systemintegration
- Kaufmann für Digitalisierungsmanagement[5]
- Kaufmann für IT-System-Management
- Mathematisch-technischer Softwareentwickler

Ausbildungen für Menschen mit Behinderungen sind zum Beispiel:
- Fachpraktiker für IT Systemelektronik
- Fachpraktiker für IT Systemintegration

In der schulischen Ausbildung gibt es:
- Assistent - Informatik (allgemeine Informatik)
- Assistent - Informatik (Medieninformatik)
- Assistent - Informatik (Softwaretechnik)
- Assistent - Informatik (technische Informatik)
- Assistent - Informatik (Wirtschaftsinformatik)
- Gamedesigner
- Kaufmännischer Assistent / Wirtschaftsassistent - Betriebsinformatik
- Kaufmännischer Assistent / Wirtschaftsassistent - E-Business Management
- Kaufmännischer Assistent / Wirtschaftsassistent - Informationsverarbeitung
- Mathematisch-technischer Assistent

In den Studienberufen werden zu zum Berufsbereich der IT gezählt:
- Computerlinguist
- Computermathematiker
- Computervisualist
- Data Scientist
- Gamedesigner
- Geoinformatiker
- Informatiker (Hochschule)
- Informationsmanager
- Ingenieur - Informations-, Kommunikationstechnik
- Ingenieur - technische Informatik
- Ingenieurinformatiker
- Interfacedesigner
- IT-Manager
- KI-Engineer
- Medieninformatiker
- Medizininformatiker
- Sicherheitsmanager
- Systemwissenschaftler
- Umweltinformatiker
- Verwaltungsinformatiker
- Wirtschaftsinformatiker (Hochschule)